# Era das Migrações Nórdicas

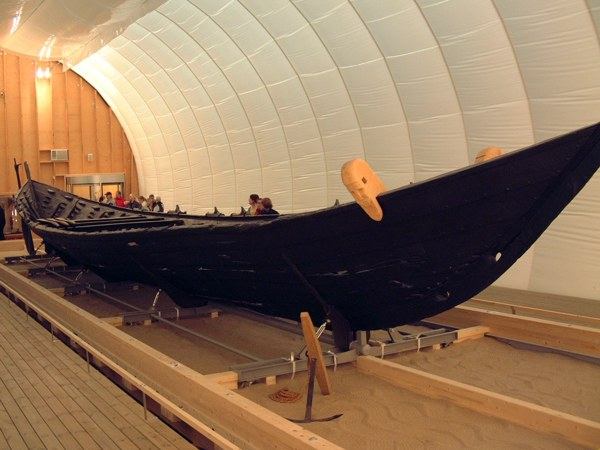
Barco de Nydam na Dinamarca

A Era das Migrações Nórdicas (em sueco: folkvandringstid; em dinamarquês e norueguês: folkevandringstid) é um período da história da Escandinávia decorrido aproximadamente nos anos 400-550. Faz parte do período inicial da Idade do Ferro germânica, tendo sido precedida pela Idade do Ferro romana, e sucedida pela Era de Vendel. Estas movimentações internas tiveram lugar ao mesmo tempo que as Migrações Bárbaras na Europa Continental, em que o Império Romano foi invadido por povos germânicos e eslavos.
A falta de documentos torna difícil a interpretação histórica dos achados arqueológicos. Há sinais de despovoamento em várias zonas, aliados à presença de numerosas fortificações e tesouros escondidos, que indicam tempos agitados, ao mesmo tempo que sepulturas monumentais e objetos de ouro indicam a existência de enormes recursos materiais. Uma possível conexão às migrações bárbaras na Europa é igualmente uma questão em aberto.